# Gylfi Sigurðsson
Gylfi Þór Sigurðsson (Hafnarfjörður, 8 de septiembre de 1989) es un futbolista islandés que juega de centrocampista para el Víkingur Reykjavík de la Úrvalsdeild Karla.

## Trayectoria

### Inicios
Sigurðsson inició su carrera jugando en las divisiones menores de los clubes islandeses de FH Hafnarfjörður y Breiðablik UBK. Luego de destacarse con la selección sub-17 de su país, Sigurðsson pasó un tiempo de prueba en Inglaterra, entrenando con el Preston North End y el Arsenal FC, para luego finalmente fichar con la academia del Reading en 2005.

### Inglaterra
Luego de pasar tres años en las divisiones menores del Reading, el club le ofreció un contrato profesional antes del inicio de la temporada 2008-09. Hizo su debut con el Reading el 26 de agosto de 2008 en la victoria 5-1 sobre el Luton Town en la Copa de la Liga. Un par de meses después fue cedido al Shrewsbury Town por un mes para que pueda obtener más experiencia, club con el cual debutó el 18 de octubre de 2008 anotando un gol contra el Bournemouth.
El 4 de julio de 2012 Sigurdsson dejó la 1. Bundesliga en forma definitiva para unirse al Tottenham Hotspur de la Premier League inglesa. Sigurdsson hizo su debut en la Premier League con Tottenham el 18 de agosto de 2012 en la primera fecha de la temporada, jugando 68 minutos en la derrota 1-2 ante el Newcastle United. Debutó en competiciones europeas con los Spurs el 20 de septiembre de 2012, ingresando por el también debutante Clint Dempsey en el segundo tiempo del empate 0-0 ante la S. S. Lazio por la fase de grupos de la Liga Europa de la UEFA.
Anotó su primer gol con el Tottenham el 26 de septiembre de 2012 en la victoria 3-0 sobre el Carlisle United en la Copa de la Liga de Inglaterra.
El 23 de julio de 2014 dejó el Tottenham para fichar por el Swansea City, en una transacción que envió a Ben Davies y Michel Vorm al equipo de Londres a cambio del islandés.
En 2017 fue fichado por el Everton Football Club por una 45 millones de libras esterlinas (49 millones de euros) récord para dicha institución de Liverpool. Compartió plantel con Wayne Rooney, de quien heredó el dorsal número 10. Abandonó el club al finalizar la temporada 2021-22 una vez expiró su contrato.
Tras más de un año sin equipo, el 31 de agosto de 2023 firmó por una temporada con el Lyngby BK. El siguiente mes de enero acordó la rescisión de su contrato para renunciar a su sueldo mientras se recuperaba de una lesión con la intención de volver a firmar una vez se recuperara. Sin embargo, esto no sucedió ya que en marzo se incorporó al Valur Reykjavík. En febrero de 2025 fue traspasado al Víkingur Reykjavík.

## Selección nacional
Sigurðsson formó parte de las selecciones inferiores de Islandia, participó en la clasificación a la Eurocopa Sub-19 de 2008, anotando cuatro goles pero sin poder acceder la etapa final. En noviembre de 2007 debutó en la categoría sub-21 ante Alemania. Disputó los siguientes partidos de clasificación a la Eurocopa Sub-21 de 2009. En el último partido, anotó ante Eslovaquia pero Miroslav Stoch lo empató. Islandia no clasificó a los play-offs pero tuvo un brillante inicio en la campaña de 2011. En octubre ante San Marino, anotó un doblete en la goleada por 6-0. En mayo de 2010, Sigurðsson debutó oficialmente con la selección absoluta de Islandia en la victoria por 4-0 sobre Andorra. El combinado islandés logró clasificar a la Eurocopa Sub-21 de 2011, tras vencer a Escocia en los play-off. En el segundo partido de estos, Sigurðsson anotó dos goles que permitieron a Islandia ganar el partido por 2-1.
Sigurðsson fue titular indiscutido en Islandia en su primera Copa Mundial de Fútbol, la disputada en Rusia en 2018. Hizo un buen partido contra Argentina en el empate 1 a 1, pero falló un penal decisivo contra Nigeria en el segundo, y no alcanzó el penal que marcó contra Croacia para evitar la eliminación de Islandia en la primera fase del Mundial.

### Participaciones en Copas del Mundo
| Mundial                        | Sede  | Resultado    | Partidos | Goles |
| ------------------------------ | ----- | ------------ | -------- | ----- |
| Copa Mundial de Fútbol de 2018 | Rusia | Primera fase | 3        | 1     |

### Participaciones en Eurocopas
| Eurocopa                | Sede      | Resultado        | Partidos | Goles |
| ----------------------- | --------- | ---------------- | -------- | ----- |
| Eurocopa Sub-21 de 2011 | Dinamarca | Primera fase     | 3        | 0     |
| Eurocopa 2016           | Francia   | Cuartos de final | 2        | 1     |

## Estadísticas

### Clubes
Actualizado el 26 de octubre de 2024.
| Reading F. C. Inglaterra | 2.ª           | 2008-09       | 0   | 0   | 3  | 0  | —  | — | 3   | 0   |
| Shrewsbury Town F. C. Inglaterra | 4.ª           | 2008-09       | 5   | 1   | 0  | 0  | —  | — | 5   | 1   |
| Shrewsbury Town F. C. Inglaterra | Total club    | Total club    | 5   | 1   | 0  | 0  | —  | — | 5   | 1   |
| Crewe Alexandra F. C. Inglaterra | 3.ª           | 2008-09       | 15  | 3   | 0  | 0  | —  | — | 15  | 3   |
| Crewe Alexandra F. C. Inglaterra | Total club    | Total club    | 15  | 3   | 0  | 0  | —  | — | 15  | 3   |
| Reading F. C. Inglaterra | 2.ª           | 2009-10       | 38  | 16  | 6  | 4  | —  | — | 44  | 20  |
| Reading F. C. Inglaterra | 2.ª           | 2010-11       | 4   | 2   | 0  | 0  | —  | — | 4   | 2   |
| Reading F. C. Inglaterra | Total club    | Total club    | 42  | 18  | 9  | 4  | —  | — | 51  | 22  |
| TSG 1899 Hoffenheim · Alemania | 1.ª           | 2010-11       | 29  | 9   | 3  | 1  | —  | — | 32  | 10  |
| TSG 1899 Hoffenheim · Alemania | 1.ª           | 2011-12       | 7   | 0   | 0  | 0  | —  | — | 7   | 0   |
| TSG 1899 Hoffenheim · Alemania | Total club    | Total club    | 36  | 9   | 3  | 1  | —  | — | 39  | 10  |
| Swansea City A. F. C. Gales | 1.ª           | 2011-12       | 18  | 7   | 1  | 0  | —  | — | 19  | 7   |
| Tottenham Hotspur F. C. Inglaterra | 1.ª           | 2012-13       | 33  | 3   | 4  | 1  | 11 | 3 | 48  | 7   |
| Tottenham Hotspur F. C. Inglaterra | 1.ª           | 2013-14       | 25  | 5   | 2  | 1  | 8  | 0 | 35  | 6   |
| Tottenham Hotspur F. C. Inglaterra | Total club    | Total club    | 58  | 8   | 6  | 2  | 19 | 3 | 83  | 13  |
| Swansea City A. F. C. Gales | 1.ª           | 2014-15       | 32  | 7   | 3  | 2  | —  | — | 35  | 9   |
| Swansea City A. F. C. Gales | 1.ª           | 2015-16       | 36  | 11  | 1  | 0  | —  | — | 37  | 11  |
| Swansea City A. F. C. Gales | 1.ª           | 2016-17       | 38  | 9   | 2  | 1  | —  | — | 40  | 10  |
| Swansea City A. F. C. Gales | Total club    | Total club    | 124 | 34  | 7  | 3  | —  | — | 131 | 37  |
| Everton F. C. Inglaterra | 1.ª           | 2017-18       | 27  | 4   | 1  | 1  | 5  | 1 | 33  | 6   |
| Everton F. C. Inglaterra | 1.ª           | 2018-19       | 38  | 13  | 3  | 1  | —  | — | 41  | 14  |
| Everton F. C. Inglaterra | 1.ª           | 2019-20       | 35  | 2   | 3  | 1  | —  | — | 38  | 3   |
| Everton F. C. Inglaterra | 1.ª           | 2020-21       | 36  | 6   | 8  | 2  | —  | — | 44  | 8   |
| Everton F. C. Inglaterra | 1.ª           | 2021-22       | 0   | 0   | 0  | 0  | —  | — | 0   | 0   |
| Everton F. C. Inglaterra | Total club    | Total club    | 136 | 25  | 15 | 5  | 5  | 1 | 156 | 31  |
| Lyngby BK Dinamarca | 1.ª           | 2023-24       | 5   | 0   | 1  | 2  | —  | — | 6   | 2   |
| Lyngby BK Dinamarca | Total club    | Total club    | 5   | 0   | 1  | 2  | 0  | 0 | 6   | 2   |
| Valur Reykjavík Islandia | 1.ª           | 2024          | 19  | 11  | 4  | 0  | 3  | 0 | 26  | 11  |
| Valur Reykjavík Islandia | Total club    | Total club    | 19  | 11  | 4  | 0  | 3  | 0 | 26  | 11  |
| Víkingur Reykjavík Islandia | 1.ª           | 2025          | 0   | 0   | 0  | 0  | 0  | 0 | 0   | 0   |
| Víkingur Reykjavík Islandia | Total club    | Total club    | 0   | 0   | 0  | 0  | 0  | 0 | 0   | 0   |
| Total carrera | Total carrera | Total carrera | 440 | 109 | 45 | 17 | 27 | 4 | 512 | 130 |
| (1)Incluye datos de la FA Cup (2008/09, 2009/10, 2011/12); Football League Cup (2008/09, 2009/10, 2012/13)DFB-Pokal (2010/11); (2)Incluye datos de la Liga Europa de la UEFA (2012/13) |               |               |     |     |    |    |    |   |     |     |

## Palmarés

### Distinciones individuales
| Distinción                                                 | Año     |
| ---------------------------------------------------------- | ------- |
| Jugador del mes de la Football League Championship - marzo | 2010    |
| Jugador de la temporada del Reading F. C.                  | 2009-10 |
| Jugador de la temporada del TSG 1899 Hoffenheim            | 2010-11 |
| Jugador del mes de la Premier League - marzo               | 2012    |